# Bloomsburg (Pensilvania)
Bloomsburg es un pueblo ubicado en el condado de Columbia en el estado estadounidense de Pensilvania. En el año 2010 tenía una población de 14 855 habitantes y una densidad poblacional de 1258,9 personas por km².

## Geografía
Bloomsburg se encuentra ubicado en las coordenadas 41°9′1″N 76°22′0″O / 41.15028, -76.36667.

## Demografía
Según la Oficina del Censo en 2000 los ingresos medios por hogar en la localidad eran de $24 868 y los ingresos medios por familia eran $39 806. Los hombres tenían unos ingresos medios de $29 940 frente a los $19 961 para las mujeres. La renta per cápita para la localidad era de $12 819. Alrededor del 31,2% de la población estaba por debajo del umbral de pobreza.